# Āb Amīrī
Āb Amīrī (persiska: آب امیری) är en ort i Iran.   Den ligger i provinsen Khuzestan, i den centrala delen av landet, 600 km söder om huvudstaden Teheran. Āb Amīrī ligger 415 meter över havet och antalet invånare är 811.
Terrängen runt Āb Amīrī är platt åt sydväst, men åt nordost är den kuperad. Runt Āb Amīrī är det ganska tätbefolkat, med 62 invånare per kvadratkilometer. Närmaste större samhälle är Līkak, 18,0 km norr om Āb Amīrī. Omgivningarna runt Āb Amīrī är i huvudsak ett öppet busklandskap.